# Dainara Toffoli
Dainara Toffoli é uma cineasta brasileira, diretora de séries como “Manhãs de Setembro”, “As Five” e “De volta aos 15”, e filmes como o documentário “Dona Helena” e o longa de ficção “Mar de Dentro”.

## Introdução
Formada em jornalismo pela PUC-RS, Dainara começou sua carreira na Casa de Cinema de Porto Alegre, em 1989. Sua primeira experiência em um set de cinema foi no clássico curta-metragem documental “Ilha das Flores”, dirigido por Jorge Furtado. O filme, que retrata a desigualdade social do Brasil, está na lista da Associação Brasileira de Críticos de Cinema (Abraccine) como um dos 100 melhores filmes brasileiros de todos os tempos e também foi eleito pela Abraccine como o melhor curta-metragem brasileiro da história .
Alguns dos trabalhos de Dainara são “Dona Helena” (2006) , a série "Manhãs de Setembro" (2021), protagonizada por Liniker e indicada para o Glaad Awards (premiação dedicada à comunidade LGBTQIA+) como melhor na categoria 'série dramática' ; e 'As Five' (2020), um spin-off de “Malhação Viva a Diferença”.
Seu primeiro longa, "Mar de Dentro" (2022), criado, dirigido, coescrito e coproduzido por ela, teve boa recepção da crítica especializada, principalmente, segundo os analistas, por abordar o maternar sob a perspectiva feminina, tema que até pouco tempo atrás era abordado de forma romantizada em filmes dirigidos por homens . Participou da 44ª Mostra Internacional de Cinema de São Paulo e recebeu destaque do crítico Luiz Zanin, do jornal O Estado de S. Paulo, que o elegeu como um dos seus preferidos do festival.
Por conta de seu reconhecido protagonismo feminino e talento , Dainara foi apontada pela revista Veja como 'destaque no audiovisual brasileiro' em fevereiro de 2023.

## Direção
Seu primeiro trabalho como diretora e roteirista veio em 1996 com o curta “Um Homem Sério”, codirigido por Diego de Godoy, produzido pela Casa de Cinema de Porto Alegre e aclamado no 24º Festival de Gramado com os prêmios de “Melhor curta-metragem” (Júri Popular), “Melhor Roteiro” e “Melhor Ator” (Ari França) .
Premiado também no 29º Festival de Brasília, 1996 (Melhor Direção de Arte)  e no 6º Festival Internacional do Uruguai, Montevideo, 1998 (Menção Especial) .
Em 2018, Dainara assinou a direção geral da série documental “Dia Um” (HBO), ao lado de Renato Amoroso . No mesmo ano, assinou a direção geral, ao lado de Luis Pinheiro, da série de ficção “Amigo de Aluguel”, produção da O2 Filmes e da NBS Universal Brasil . Criada por ela em parceria com Josefina Trotta, conta a história de um ator que sofre de fobia de palco e, para sobreviver, passa a criar personagens de ficção para a vida real dos clientes . Bem recebida pela crítica , esta comédia protagonizada por Felipe Abib permite, segundo a própria Dainara em entrevista ao Jornal O Globo, "mostrar o que há de patético em relação a vários aspectos da nossa civilização, expor o mundo exibicionista em que vivemos". O site Adoro Cinema publicou crítica positiva da produção, elenco, direção e roteiro.

## As Five e Manhãs de Setembro
Em 2019, Dainara foi convidada para compor a equipe de direção da primeira temporada de "As Five", que foi ao ar em 2020, série criada por Cao Hamburger para o Globoplay.
Em 2021, a primeira temporada foi escolhida como a Melhor Série Dramática no Prêmio F5, no Splash Awards e, também, no MTV Millennial Awards Brasil/MIAW .
Já em 2023, sob direção artística de Fabrício Mamberti, Dainara assume a direção-geral da segunda temporada de As Five, dirigindo os oito episódios da série estrelada por Daphne Bozaski, Heslaine Vieira, Gabriela Medvedovski, Ana Hikari e Manoela Aliperti. A diretora costuma reforçar que "As Five" precisa imprimir a vivência e a realidade das mulheres num texto que as faça se reconhecer na história .
Ao lado de Luís Pinheiro, Dainara é responsável também pela direção das duas temporadas de "Manhãs de Setembro", disponíveis no Prime Video. Protagonizada por Liniker, a série recebeu 18 indicações e ganhou 8 prêmios nacionais, entre eles o prêmio da APCA 2023 (Associação Paulista de Críticos Teatrais) como “Melhor série dramática” e foi indicada à mesma categoria na 34ª edição do Glaad Media Awards, prestigiada premiação voltada à comunidade LGBTQIA+, realizada em Los Angeles e Nova York . A produção concorreu com grandes obras internacionais, como The Umbrella Academy, Star Trek: Discovery e Grey’s Anatomy.
Entre os trabalhos recentes da diretora estão também a primeira temporada de "De volta aos 15", estrelada por Maísa e Camila Queiroz, disponível na Netflix . A produção venceu o CH Awards 2022 na categoria ‘Série do Ano’ . Além disso, Maisa Silva também garantiu a categoria de Artista Nacional por sua atuação como Anita na adaptação do livro de Bruna Vieira.

## Mar de Dentro
Em 2022, Dainara lançou "Mar de Dentro", seu primeiro longa-metragem . Criado, dirigido, coescrito e coproduzido por ela, "Mar de Dentro" aborda, entre outros assuntos, a maternidade.
O projeto levou mais de uma década para sair do papel e teve seu tema questionado inúmeras vezes no processo . Protagonizado por Monica Iozzi, está disponível atualmente no Telecine Play.
O filme é inspirado pela experiência pessoal da diretora: Dainara teve seu filho em 2006 . A maternidade idealizada passa longe no filme da cineasta.
Quando se volta para identificar o que tem de elo em suas produções, Toffoli afirma notar a presença da densidade e das camadas desafiadoras do universo feminino. Segundo a diretora, a temática atravessa a sua filmografia, cria personagens femininas (reais ou ficcionais) em diferentes etapas de suas vidas, abordadas sempre com o intuito de refletir os desafios do mundo contemporâneo.

## Elástica Filmes
Em 2006 Dainara fundou junto com sua irmã Tatiana Toffoli a produtora Elástica Filmes, a qual produziu 11 documentários para televisão e 2 curtas-metragens, além da primeira temporada da série "Amazônia: Arqueologia da Floresta", lançada em 2022, que acompanha a equipe do arqueólogo Eduardo Góes Neves em escavações na Amazônia. <ref name="Não_nomeado_3-20231105192233"/